# Infalibilidade papal

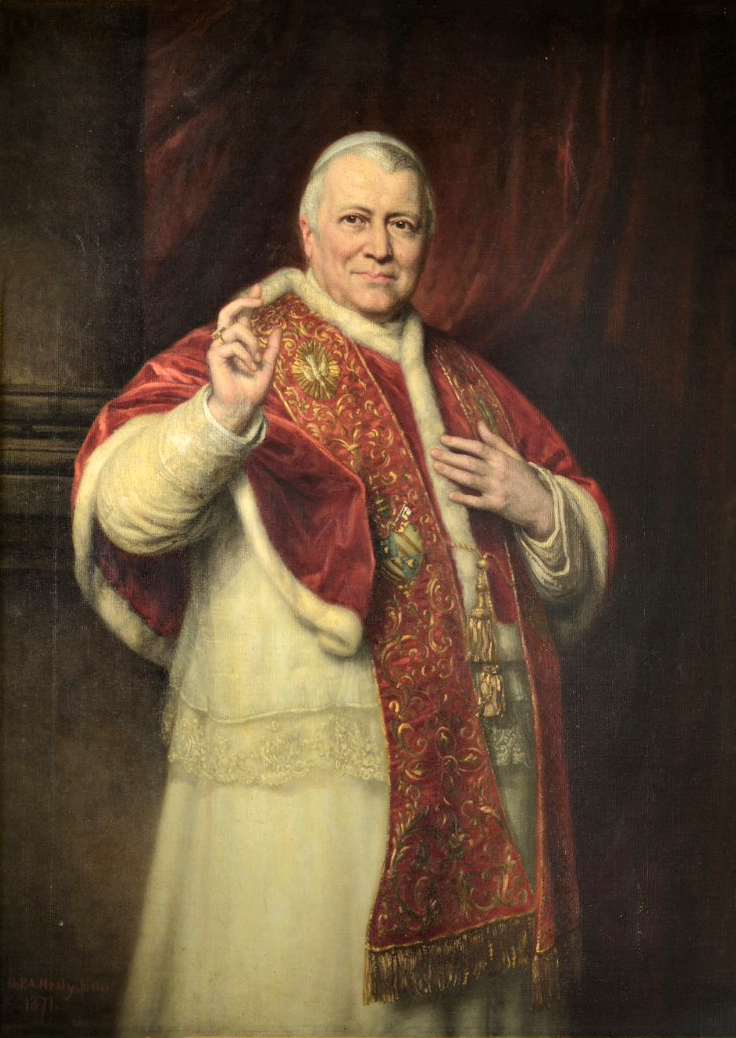
Papa Pio IX (1846–1878), durante cujo papado a doutrina da infalibilidade papal foi dogmaticamente definida pelo Concílio Vaticano I.

A infalibilidade papal é um dogma da Igreja Católica, definido solenemente no Concílio Vaticano I, por meio da constituição dogmática Pastor Aeternus, promulgada em 18 de julho de 1870 pelo Papa Pio IX. Ele afirma que o Papa, quando exerce plenamente seu ofício magisterial supremo, ensina sem possibilidade de erro em matéria de fé e moral, assistido sobrenaturalmente pelo Espírito Santo. A infalibilidade é aplicada exclusivamente quando o Papa fala ex cathedra — expressão latina que significa “a partir da cátedra (cadeira)”, isto é, em virtude de sua autoridade como sucessor de São Pedro, definindo uma doutrina a ser crida por toda a Igreja. Trata-se de um pronunciamento solene e definitivo, que não depende da aprovação posterior de outros órgãos eclesiásticos.
A infalibilidade não significa que o Papa é impecável ou que está sempre certo em todas as suas opiniões pessoais ou decisões disciplinares. Ela só se aplica a verdades divinamente reveladas ou que têm conexão necessária com a Revelação, quando são proclamadas com intenção de obrigar toda a Igreja a aderir de modo irrevogável. Assim, o dogma visa resguardar a integridade da fé e a fidelidade à doutrina apostólica.
Além das definições extraordinárias, feitas em declarações ex cathedra, a Igreja reconhece também uma forma de infalibilidade no Magistério Ordinário e Universal, ou seja, no ensinamento constante e unânime dos bispos em comunhão com o Papa, mesmo fora de um concílio ecumênico. O colégio episcopal, reunido em concílio ecumênico e em comunhão com o Romano Pontífice, também goza de infalibilidade quando define doutrinas de fé ou de costumes. Esse ensino conciliar é considerado expressão do Magistério Extraordinário da Igreja. Quando o episcopado, mesmo disperso pelo mundo, ensina de forma constante e unânime uma doutrina que deve ser mantida por todos os fiéis, age em conformidade com o Magistério Ordinário Universal, igualmente infalível.
Uma vez proclamadas e definidas solenemente pelo Papa, em matéria de fé ou moral, as doutrinas passam a ser reconhecidas como dogmas da fé, isto é, verdades divinamente reveladas, imutáveis e infalíveis, às quais todos os fiéis católicos são chamados a aderir com o assentimento irrevogável da fé. Essa característica decorre diretamente da infalibilidade papal, pois as definições ex cathedra — isto é, aquelas feitas pelo Papa enquanto sucessor de Pedro, exercendo plenamente seu ofício magisterial — não estão sujeitas a erro e, portanto, não podem ser revogadas, corrigidas ou reformadas. Trata-se de um ato definitivo do Magistério, garantido pela assistência do Espírito Santo, cuja finalidade é proteger o depósito da fé e preservar a Igreja na verdade revelada por Cristo.
A infalibilidade foi declarada um dogma na constituição dogmática Pastor Aeternus, sobre o primado do Papa, promulgada pelo Concílio Vaticano I. A constituição foi promulgada na Quarta Sessão do Concílio, em 18 de julho de 1870, pelo Papa Pio IX. A parte dispositiva do documento tem o seguinte teor:
O Romano Pontífice, quando fala ex cathedra, isto é, quando no exercício de seu ofício de pastor e mestre de todos os cristãos, em virtude de sua suprema autoridade apostólica, define uma doutrina de fé ou costumes que deve ser sustentada por toda a Igreja, possui, pela assistência divina que lhe foi prometida no bem-aventurado Pedro, aquela infalibilidade da qual o divino Redentor quis que gozasse a sua Igreja na definição da doutrina de fé e costumes. Por isto, ditas definições do Romano Pontífice são em si mesmas, e não pelo consentimento da Igreja, irreformáveis.
A Igreja Católica professa o dogma da infalibilidade papal com base na convicção de que, sendo ela mesma o sacramento universal da salvação, fundada por Jesus Cristo, é assistida de modo permanente pelo Espírito da Verdade. Governada pelo Papa em comunhão com os bispos, a Igreja ensina que foi constituída por Cristo como coluna e sustentáculo da verdade (1Tm 3,15), e que essa assistência divina garante que, em matéria de fé e moral, não possa errar ao ensinar o que é necessário para a salvação.

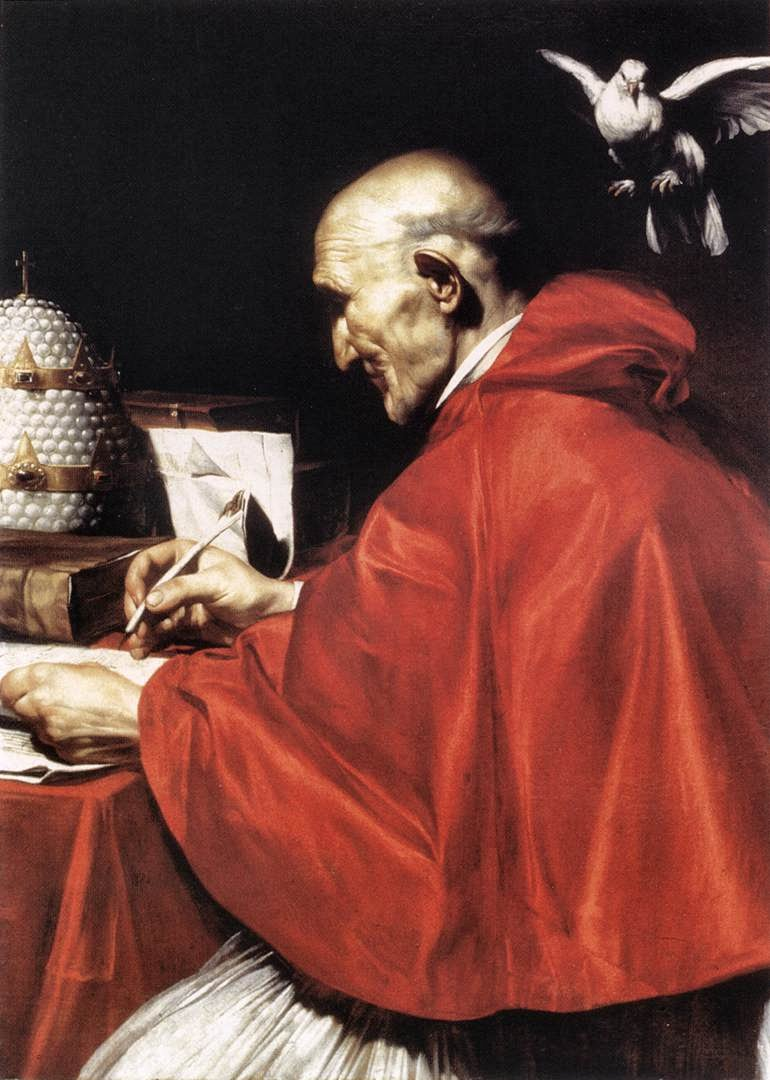
O Espírito Santo desce sobre o papa Gregório I
Por Carlo Saraceni, 1610
Galeria Nacional de Arte Antiga

Esse dogma é, assim, compreendido como um efeito concreto da promessa de Jesus a Pedro: «Tu és Pedro, e sobre esta pedra edificarei a minha Igreja, e as portas do inferno não prevalecerão contra ela» (Mt 16,18), bem como da promessa de que o Espírito Santo conduziria os discípulos à plenitude da verdade (cf. Jo 16,13). Portanto, a infalibilidade não é entendida como um privilégio pessoal, mas como um serviço à fidelidade do povo de Deus à Revelação divina.
A Doutrina da Infalibilidade do Papa foi definida no 4.º capítulo da 4.ª sessão do Concílio Vaticano I, ocorrido entre 1869 e 1870, durante o pontificado de Pio IX. Foi colocada em discussão pela primeira vez no dia 13 de julho de 1870, quando ampla maioria dos padres conciliares (que tem o direito a voto) aceitaram a definição de infalibilidade. Na 4.ª sessão pública, em 18 de julho de 1870, a relação de padres conciliares favoráveis foi ainda maior, embora 57 deles, adversários da definição, tivessem viajado para seus locais de origem antes dessa sessão.
É fato que a infalibilidade Papal não é um consenso no meio das denominações cristãs, principalmente no meio protestante aonde foi um dos motivos da reforma protestante feito por Martinho Lutero.

## Defesa de Newman
No século XIX, o cardeal John Henry Newman defendeu que a infalibilidade papal (ou infalibilidade da Igreja) é como uma medida adotada pela misericórdia do Criador para preservar a verdadeira religião no mundo e para refrear aquela liberdade de pensamento que, evidentemente, em si mesma, é um dos nossos maiores dons naturais, mas que urge salvar dos seus próprios excessos suicidas.

## História
A infalibilidade papal foi longamente discutida e analisada na história do cristianismo, sendo reafirmada por diversos teólogos e papas. A primeira menção desta doutrina ocorre ainda em 90 d.C., quando o João, o Apóstolo ainda vivia em Éfeso, o papa Clemente I ao intervir nos assuntos de Corinto, afirmava estar "falando em nome do Espírito Santo", (ou seja era infalível). No século XI a proposição XXII do Dictatus Papae afirmava que o papa nunca errou e não errará nunca, segundo testemunho das Escrituras.
Na Idade Média e Renascimento a doutrina da infalibilidade papal foi muito discutida. Diversos teólogos medievais discutiram a infalibilidade do papa ao definir as questões de fé e moral, incluindo Tomás de Aquino. Em 1330, o bispo carmelita Guido Terreni descreveu o uso da infalibilidade do papa, em termos muito semelhantes àquelas que seriam utilizadas no Concílio Vaticano I.

## Exemplos de documentos papais infalíveis
Os teólogos católicos concordam que ambas as cartas apostólicas do papa Pio IX de 1854 que definiu o dogma da Imaculada Conceição de Maria, e do papa Pio XII de 1950 que definiu o dogma da Assunção de Maria são exemplos da infalibilidade papal, um fato que foi confirmado pelo magistério da Igreja. No entanto, os teólogos discordam sobre o que os outros documentos qualificar.
O teólogo e historiador da Igreja Católica Klaus Schatz fez um estudo completo, publicado em 1985, que identificou a seguinte lista de documentos ex-cathedra:
- Carta do Leão I, de 449, sobre as duas naturezas em Cristo, recebida pelo Concílio de Calcedônia;
- Carta do papa Agatão de 680, sobre a vontade de Cristo, recebida pelo Terceiro Concílio de Constantinopla;
- Benedictus Deus, papa Bento XII, de 1336, sobre o Juízo Final;
- Cum occasione, papa Inocêncio X, de 1653, condenando cinco proposições de Cornélio Jansen como heréticas;
- Auctorem fidei, Pio VI, de 1794, condenando sete proposições jansenistas do Sínodo de Pistoia como herético;
- Ineffabilis Deus, papa Pio IX, de 1854, definindo a Imaculada Conceição de Maria;
- Munificentissimus Deus, papa Pio XII, de 1950, definindo a Assunção de Maria.

## Infalibilidade papal na Bíblia

### Apoios
Os defensores deste dogma católico alegam que sua posição é historicamente rastreável na Bíblia, especificamente observando-se as seguintes passagens:
E a Simão deu o nome de "Pedro", "Cefas", ou "Rocha"— João 1,42 ou Marcos 3,16
E eu te declaro: tu és Pedro e sobre esta pedra edificarei a minha Igreja; as portas do inferno não prevalecerão contra ela. Eu te darei as chaves do Reino dos Céus: tudo o que ligares na terra será ligado nos céus, e tudo o que desligardes na terra, será desligado nos céus.— Mateus 16,18
Apascenta os meus cordeiros— João 21,15-17
E os nomes dos doze apóstolos são estes: o primeiro, que é chamado Simão Pedro…— Mateus 10,2
Em Mateus 16,18, Cristo concede a Pedro, o primeiro papa, as chaves do céu e o poder de "Ligar e Desligar" (ou seja proibir e permitir) o Céu à Terra, a Igreja Católica acredita que isto lhe tornou infalível pois se ele ligou na Terra, Cristo ligou também no céu (…), Jesus não pode ligar nada errado no céu; logo não permite à Sua Igreja ligar nada errado na Terra em termo de doutrina (fé e moral). Ludwig Ott recorda ainda as numerosas indicações nas Sagradas Escrituras a que Pedro foi dado um papel primordial no que diz respeito aos outros apóstolos: Marcos 5,37; Mateus 17,1; Mateus 26,37; Lucas 5,3; Mateus 17,27; Lucas 22,32; Lucas 24,34; e 1 Coríntios 15,5.

### Contrapontos
A defesa do dogma da infalibilidade papal, bem como do dogma do primado papal, a partir de Mateus 16.18-19 — que é a passagem em que Cristo explicitamente teria dado o "poder das chaves" exclusivamente a Pedro — é confrontada com a passagem em Mateus 18:18, em que Cristo diz:
Em verdade vos digo que tudo o que ligardes na terra terá sido ligado nos céus, e tudo o que desligardes na terra terá sido desligado nos céus.—  Mateus 18.18
O fato de Cristo ter falado no plural seria um indício de que o poder das chaves não estaria sendo dado exclusivamente a Pedro, mas à cristandade ou, no mínimo, também aos demais apóstolos igualmente. Se isso é aceito como verdade, então a Igreja Ortodoxa, que também é considerada apostólica, igualmente possui um patriarcado infalível, o que parece problemático afirmar diante do fato de que as igrejas romana e ortodoxa possuem visões contrapostas em doutrinas consideradas fundamentais, como por exemplo o próprio dogma da imaculada conceição.[carece de fontes?] Algo que os católicos respondem afirmando que as duas vezes que Cristo menciona as Chaves do Céu (Mateus 16:18 e Mateus 18:18) mostram que Jesus teria entregado a infalibilidade para o papado (ao dar as Chaves para Pedro sozinho em Mateus 16:18) e para o Concílio Ecumênico (presidido pelo papa) ao dar as Chaves do Céu para os Apóstolos como um todo em Mateus 18:18.
Argumenta-se também que em Mateus 16.18 Cristo se refere a Pedro como pedra angular da Igreja apenas por este ter reconhecido Cristo como filho de Deus (nos versículos anteriores), sendo chamado de "pedra de tropeço" poucos versículos adiante, em Mateus 16.23, logo que agiu de modo reprovado por Cristo. Isso seria um indício de que a expressão "pedra" se referiria muito mais à atitude de Pedro diante de Cristo, podendo Pedro ser pedra angular ou pedra de tropeço de acordo com suas ações diante de Deus. Tal versículo não daria, por esta perspectiva, base para um primado incondicional de Pedro - talvez, no máximo, um primado condicional.[carece de fontes?] Os católicos respondem isso afirmando que quando Cristo falou em Mt 16:18 Ele deu a infalibilidade para Pedro, e que MT 16:23 se refere apenas ao fato de que Pedro não tem impecabilidade, se tratando os versículos em questão de temas distintos,  um fala da função de Pedro na Igreja e o outro versículo fala dos pecados de Pedro.
Também em contraponto a este dogma, é observado no livro de Gálatas, uma censura do apóstolo Paulo de Tarso referente a posturas de Simão Pedro, reconhecido como primeiro papa pela tradição católica. Segundo consta na escritura, Paulo de Tarso acusou Simão Pedro, o primeiro papa católico, de não saber lidar com os gentios convertidos.
Quando, porém, Pedro veio a Antioquia, resisti-lhe francamente, porque era censurável.—  Gálatas 2,11
Quando vi que o seu procedimento não era segundo a verdade do Evangelho, disse a Pedro, em presença de todos: Se tu, que és judeu, vives como os gentios, e não como os judeus, com que direito obrigas os pagãos convertidos a viver como os judeus?— Gálatas 2,14
Mas, censurar São Pedro não quer dizer negar a sua autoridade como papa.[carece de fontes?] Aliás, a infalibilidade papal só é válida quando o papa fala ex cathedra em situações solenes especiais, onde estão em questão a clarificação definitiva de certas verdades relativas à fé e à moral.
Um exemplo memorável em que um papa não teve sua autoridade negada, embora tenha sido repreendido pelas palavras de outro cristão, é o caso da relação entre Catarina de Siena e o papa Gregório XI. Catarina de Siena era contra a permanência do papa e da cúpula da Igreja em Avinhão (episódio conhecido como o Papado de Avinhão) e foi fundamental para o regresso deles a Roma. Catarina, no entanto, nunca questionou a autoridade do papa, inclusive chamou-o de o doce presença de Cristo na Terra.